# Taleh İsrafilov
Taleh İsrafilov (ur. 10 listopada 1977) – azerski zapaśnik walczący w stylu klasycznym. Zajął 23 miejsce na mistrzostwach Europy w 2001. Wicemistrz igrzysk wojskowych w 1999 i 2007. Zdobył sześć medali na wojskowych mistrzostwach świata w latach 2001 - 2010. Brązowy medalista akademickich MŚ w 1998. Trzeci na MŚ i wicemistrz Europy juniorów w 1997 roku.